# Pozo de las Ánimas

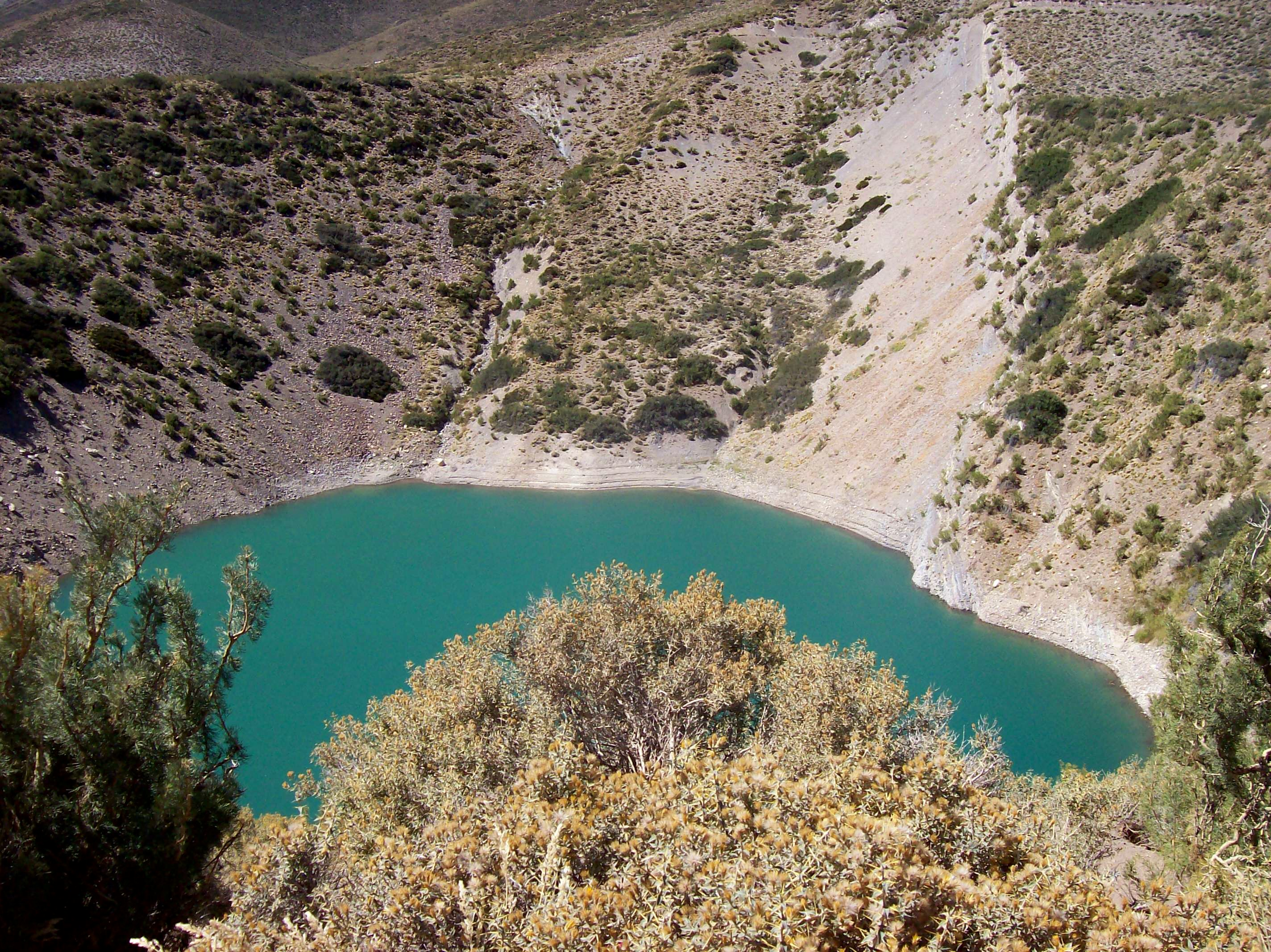
Primer Pozo de las Ánimas, cerca de Los Molles.

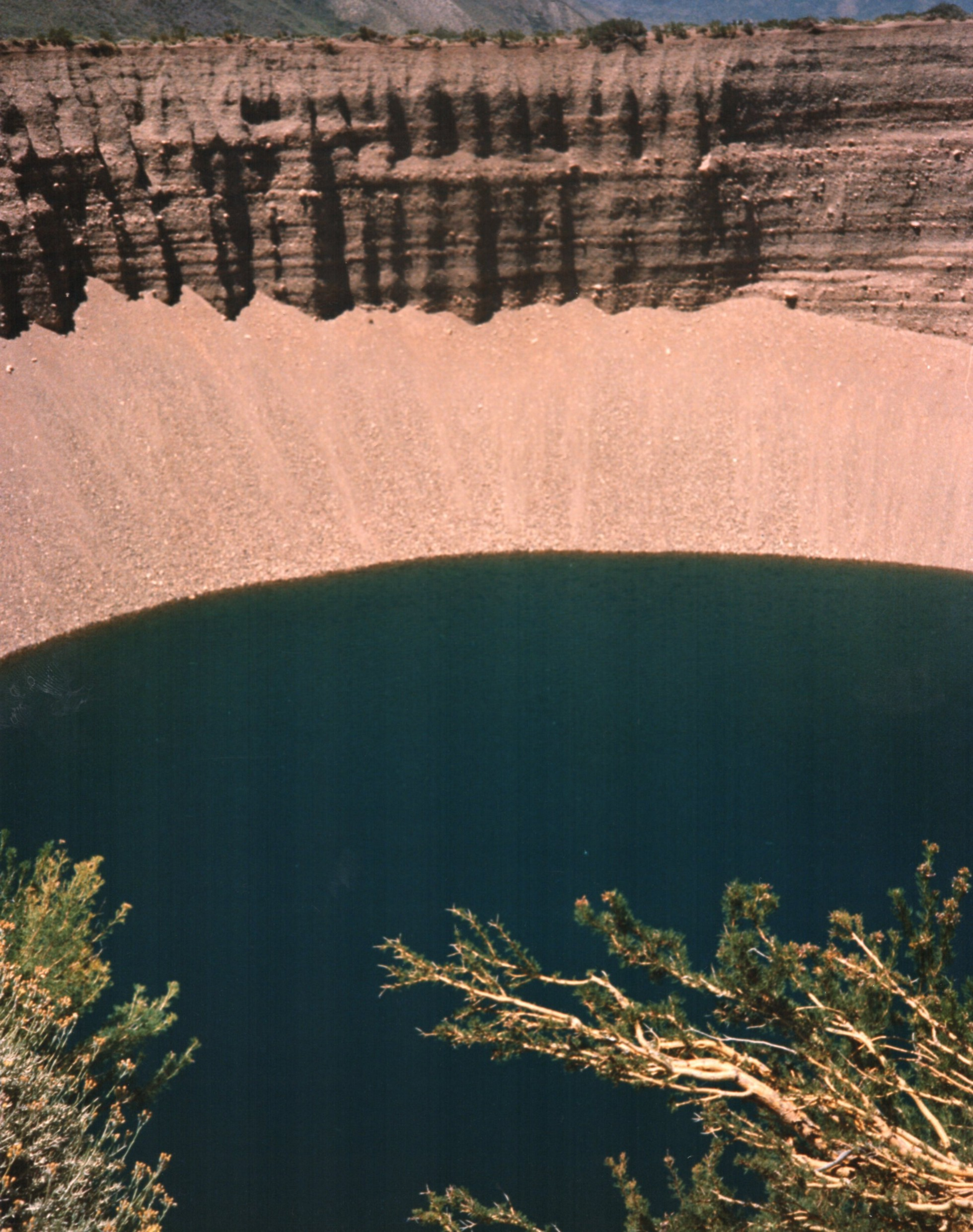
Vista parcial del espejo de agua contenido en el interior del Pozo de las Ánimas (pozo mayor).

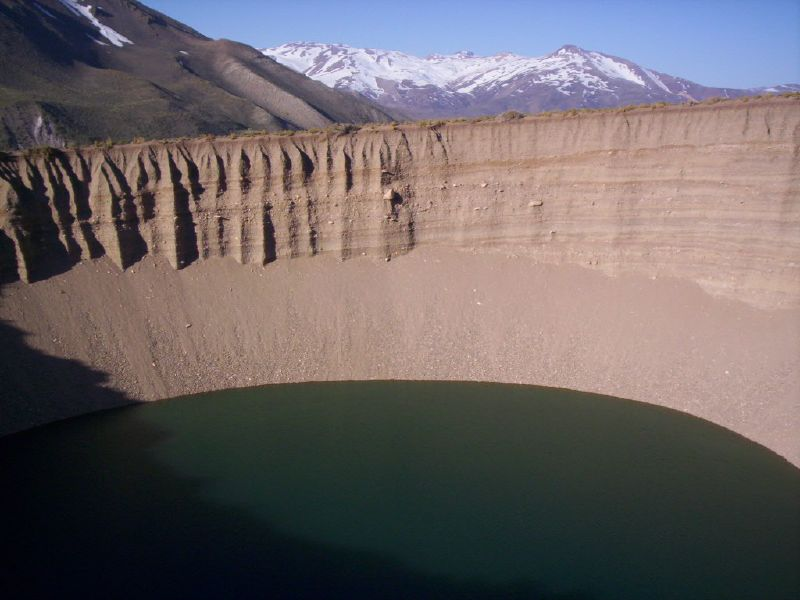
Segundo Pozo de las Ánimas, junto al anterior.

El Pozo de las Ánimas es una estructura geológica del Departamento Malargüe, en la Provincia de Mendoza, Argentina, ubicado junto a la Ruta Provincial N.º 222, cerca del arroyo Las Amarillas. Este fenómeno natural ha sido catalogado como una dolina, originada por la disolución de los depósitos subterráneos de rocas como el yeso, por efecto de las filtraciones de las capas freáticas subterráneas, que producen hundimientos y derrumbes del terreno, conformando grandes pozos de forma cónica y circular.
El Pozo de las Ánimas está conformado por dos depresiones, divididas por una estrecha separación, que se supone que con el paso de los años terminarán por unir los dos pozos en uno solo, debido al proceso de erosión. Se estima que el tamaño de los pozos se aproxima a los 200 metros de diámetro, los 80 metros de profundidad hasta el lago y unos 20 metros de profundidad bajo el agua. Las mediciones fueron realizadas en 1981 por un equipo de científicos dirigido por Rodolfo Rogelio Rocha.
El nombre deriva de una antigua leyenda aborigen que relata que un grupo de indígenas que era perseguido por otro grupo rival se percató de que sus perseguidores habían desaparecido durante la noche, y alertados sobre ciertos quejidos y lamentos cautelosamente volvieron sobre sus pasos. Allí encontraron al grupo perseguidor atrapado en dos pozos que se hundieron bajo sus pies, y sus cuerpos ahogados. Veneraron el sitio que les salvó de sus enemigos como el "lugar en donde lloran las ánimas".